# Arquieparquia de São João Batista em Curitiba dos Ucranianos
A Arquieparquia de São João Batista em Curitiba dos Ucranianos (Archieparchia Sancti Ioannis Baptistae Curitibensis Ucrainorum) é uma circunscrição eclesiástica pessoal da Igreja Católica para os fiéis de rito ucraniano de tradição bizantina residentes no Brasil. Tem como eparquia sufragânea a Eparquia da Imaculada Conceição em Prudentópolis dos Ucranianos, criada a partir de um desmembramento da então Eparquia de São João Batista em Curitiba dos Ucranianos. Sua catedral é a Catedral Ucraniana São João Batista.

## Histórico
O Exarcado Apostólico para os fiéis de rito ucraniano foi criado a 30 de maio de 1962 pela bula Qui divino consilio, do Papa João XXIII.
Em 1971, o Papa Paulo VI, por meio da Constituição Apostólica Sancti Ioannis Baptistae Curitibensis Ucrainorum, elevou o exarcado à dignidade de Eparquia e constituído sufragâneo da Arquidiocese de Curitiba.
Em 2014, o Papa Francisco, elevou a Eparquia à dignidade de Arquieparquia.

## Eparcas, exarca e bispos auxiliares
|                   | Nome                             | Período      | Notas                                                                                      |
| Arquieparcas      | Arquieparcas                     | Arquieparcas | Arquieparcas                                                                               |
| ----------------- | -------------------------------- | ------------ | ------------------------------------------------------------------------------------------ |
| 1º                | Dom Volodêmer Koubetch, O.S.B.M. | 2014 —       | atual arquieparca                                                                          |
| Eparcas           |                                  |              |                                                                                            |
| 3º                | Dom Volodêmer Koubetch, O.S.B.M. | 2006 — 2014  | Elevação a arquieparquia                                                                   |
| 2º                | Dom Efraím Basílio Krevey, OSBM  | 1978 — 2006  | Renunciou por limite de idade.                                                             |
| 1º                | Dom José Romão Martenetz, OSBM   | 1971 — 1978  | Renunciou por limite de idade.                                                             |
| Exarca            |                                  |              |                                                                                            |
| 1º                | Dom José Romão Martenetz, OSBM   | 1962 — 1971  | Eleito eparca.                                                                             |
| Bispos auxiliares |                                  |              |                                                                                            |
|                   | Dom Daniel Kozelinski Netto      | 2007 — 2011  | nomeado administrador apostólico da Eparquia de Santa María del Patrocinio em Buenos Aires |
|                   | Dom Meron Mazur, OSBM            | 2005 — 2014  | eleito primeiro eparca da Eparquia Imaculada Conceição                                     |
|                   | Dom Volodêmer Koubetch, OSBM     | 2003 — 2006  | eparca coadjutor, eleito eparca em 2006.                                                   |